# Association européenne de la formation au journalisme
 (mai 2015).
Si vous disposez d'ouvrages ou d'articles de référence ou si vous connaissez des sites web de qualité traitant du thème abordé ici, merci de compléter l'article en donnant les références utiles à sa vérifiabilité et en les liant à la section « Notes et références ».
L’Association européenne de la formation au journalisme (EJTA – European Journalism Training Association) est constituée d’un réseau d’établissements européens enseignant le journalisme, dont les membres travaillent en collaboration afin de permettre les échanges d’étudiants et d’enseignants. Grâce à ce réseau, des projets internationaux et des programmes de formation ont lieu. Lors des conférences et séminaires organisés par EJTA, les membres débattent des questions journalistiques à l’ordre du jour. L’association vise à améliorer l’enseignement journalistique en Europe en échangeant des idées et de l’information,.
C’est en 1990 qu’a été fondée à Bruxelles l’association sans but lucratif qui opère depuis lors sous le régime légal des Pays-Bas. Le secrétariat est basé à Malines en Belgique. Il y a plus de 55 institutions affiliées répartis dans 25 pays européens.
Chaque année, EJTA organise sa conférence générale annuelle (AGM) au mois de mai ou juin. Depuis 2004, l’association a mis sur pied une autre conférence annuelle, cette fois axée uniquement sur le corps enseignant (Annuel Conference).

## La déclaration de Tartu
En 2006, lors de la conférence générale annuelle à Tartu (en Estonie), EJTA a adopté la déclaration de Tartu. Celle-ci a été mise à jour en 2013. La déclaration stipule, à l’intention des membres de l’association, les principes à maintenir lors de la formation des étudiants et des professeurs. En plus, dix compétences sont présentées en cinq volets. Toute organisation souhaitant adhérer à EJTA est tenue de signer la déclaration de Tartu. Cela implique donc, pour les membres, le respect des principes énoncés mais aussi la maîtrise des dix compétences, considérées dans la déclaration comme “primordiales”.

## Le catalogue mobilité
Un des projets de l’association EJTA est le catalogue mobilité. Les étudiants en journalisme peuvent y trouver les informations nécessaires à l’organisation d’un échange académique et choisir l’institution européenne qui leur conviendrait le mieux. De plus, les personnes de contacts sont clairement mentionnées afin de faciliter les recherches. Le catalogue en ligne permet d’effectuer de nombreuses recherches basées sur différents critères comme la langue, le niveau, le type d’enseignement et les cours proposés.

## Membres

### Albanie
- Instituti Shqiptar i Medias (Albanian Media Institute)

### Allemagne
- Akademie für Publizistik
- Deutsche Journalistenschule
- Hochschule Bonn-Rhein-Sieg University for Applied Sciences
- Institute for Media Management and Journalism, université de Jade
- Kölner Journalistenschule für Politik und Wirtschaft

### Autriche
- Center for Journalism and Communication Management, Danube University
- Kuratorium für Journalistenausbildung

### Belgique
- Arteveldehogeschool
- ARTESIS Plantijn Hogeschool
- Erasmushogeschool à Bruxelles
- Hogeschool West-Vlaanderen / HOWEST
- Institut des hautes études des communications sociales
- PXL Hogeschool Limburg
- Thomas More Mechelen - Antwerpen

### Bulgarie
- Sofia University

### Danemark
- Danish School of Media and Journalism
- University of Southern Denmark (CfJ)

### Espagne
- Escuela de Periodismo UAM - El País
- Mondragon University (HUHEZI)

### Estonie
- Université de Tartu

### Finlande
- Haaga-Helia University of Applied Sciences
- Université des sciences appliquées de Turku
- Université de Helsinki
- Université de Jyväskylä
- Université de Tampere

### France
- Centre de formation des journalistes, Université Panthéon-Assas
- École supérieure de journalisme de Paris
- Sciences Po – École de Journalisme
- Institut pratique de journalisme, Université Paris-Dauphine
- Institut de journalisme Bordeaux Aquitaine, Université Bordeaux-Montaigne
- MJMN, Université de Lorraine

### Géorgie
- Georgian Institute of Public Affairs, Caucasus School of Journalism and Media Management

### Grèce
- Université Aristote de Thessalonique

### Irlande
- Institut de technologie de Dublin

### Italie
- Université catholique du Sacré-Cœur
- Université de Milan

### Macédoine du Nord
- School of journalism and Public Relations

### Norvège
- Oslo and Akershus University College of Applied Sciences

### Pays-Bas
- Christelijke Hogeschool Ede
- European Journalism Centre
- Fontys Hogeschool Journalistiek
- Hogeschool Utrecht
- Hogeschool Windesheim (Windesheim University of Applied Science)

### Portugal
- Centro Protocolar de Formação Profissional para Jornalistas

### Roumanie
- Babeș-Bolyai University

### Royaume-Uni
- Birmingham School of Media at Birmingham City University
- City University London
- Université de Coventry
- Université de Lincoln

### Russie
- Federal State Autonomous Educational Institution for Higher Professional Education “North-Caucasus Federal University”
- M.V. Lomonosov Moscow State University

### Suède
- Université de Göteborg
- Linnaeus University
- Université de Södertörn
- Université de Stockholm

### Suisse
- MAZ – Die Schweizer Journalistenschule
- Zurich University of Applied Sciences (IAM Institute of Applied Media Studies)

### Turquie
- Université Anadolu
- Université Bilgi d'Istanbul